# Sandbüchel (Rorschacherberg)
Sandbüchel bezeichnet ein Gebiet im Osten der Gemeinde Rorschacherberg im Kanton St. Gallen. Der Sandbüchel liegt auf ca. 450 m ü. M., im Schnittpunkt der Bahnstrecke Rorschach-Heiden und der Thalerstrasse, welche Rorschacherberg und Thal miteinander verbindet.
Bis Ende der 1960er Jahre wurde das Gebiet Sandbüchel weitgehend landwirtschaftlich genutzt. Danach wandelte sich das Gebiet boomartig in eine Agglomerationssiedlung. 1972 wurde eine Haltestelle Sandbüchel an der Rorschach-Heiden-Bahn eröffnet, und 1973 wurde das östlichste Stück der Autobahn N1, heute A1, die das Gebiet bergwärts, also nach Süden, abgrenzt, eröffnet.
Der Sandbüchel ist ein typisches Wohngebiet ohne eigentliche Einkaufs- oder Gewerbezone.
Koordinaten: 47° 28′ 32″ N, 9° 31′ 18″ O; CH1903: 757000 / 260400